# Praotec Čech
Praotec Čech je legendární prapředek, který podle českých pověstí o původu Čechů přivedl svůj lid do země, která po něm byla pojmenována Čechy.
Pojmenování kmene či národa podle postavy řadí Čecha mezi takzvané eponymní hrdiny, jako je římský Romulus, řecký Hellén nebo francký Francion. V Kosmově kronice je nazýván jménem Boemus, které souvisí s latinským označením Čech „Bohemia“, odvozeným od keltského kmene Bójů. Jméno Čech se objevuje až v Dalimilově kronice. Titul, který je mu v různých pramenech přisuzován, se liší. V Kosmově kronice je označován pouze jako stařešina (senior) a pán, Dalimilova kronika mu přisuzuje nejasný titul lech a Hájkova kronika titul knížete.
V některých dílech je mu přisuzován bratr jménem Lech, který měl být zase prapředkem Poláků. Tato postava se však nejdříve objevila v uherských a polských kronikách 13. a 14. století a to společně s postavou jménem Rus (Čech, Lech a Rus). V českých pramenech se poprvé objevuje až v kronice Přibíka Pulkavy z Radenína sepsané na konci 14. století. Postava Lecha se poté objevovala i v pozdějších dílech, například Hájkově kronice či Starých pověstech českých.
Kdy legendární postava měla žít, není jasné, z logiky věci (příchod Slovanů do české kotliny) by mělo jít o raný středověk okolo 6. století. V Hájkově kronice je uváděno datum jeho příchodu v roce 644 a smrti v roce 661, to však není nijak doloženo. V takovém případě by se jeho působení krylo s existencí Sámovy říše.

## Prameny

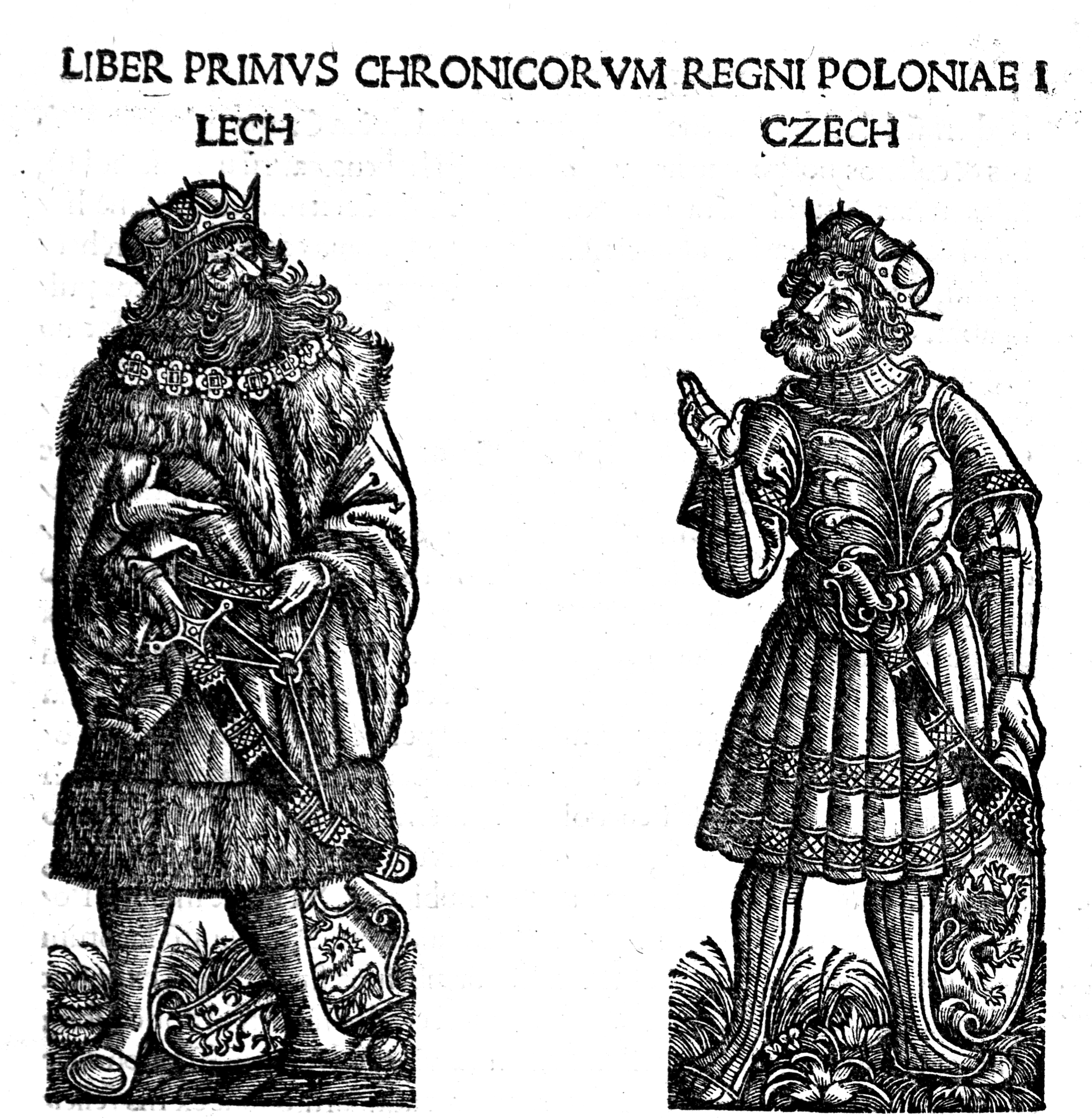
Vyobrazení Lecha a Čecha na dřevorytu z Chronica Polonorum od Matěje Miechowského z roku 1521.

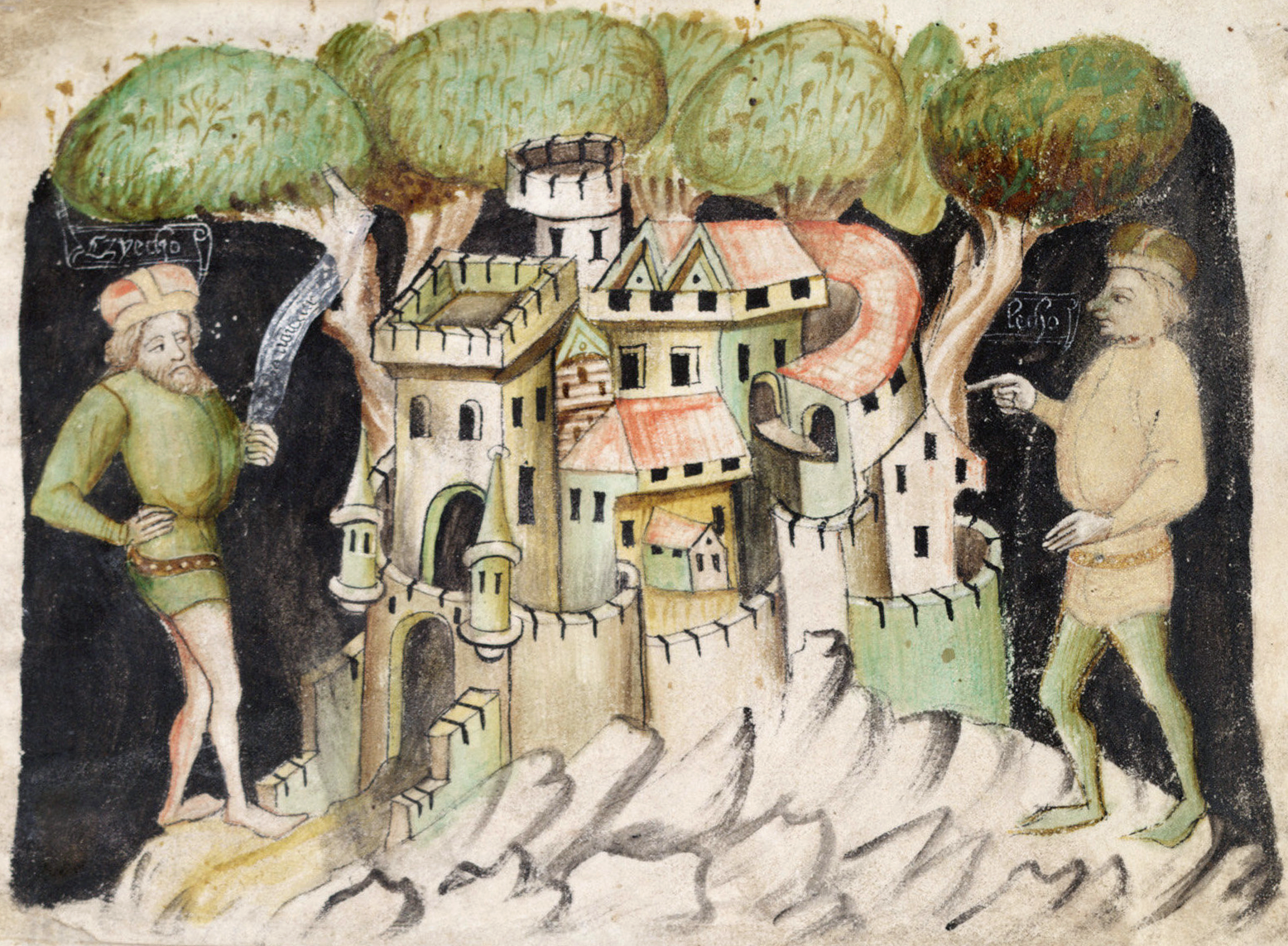
Budyšínský rukopis Kosmovy kroniky, obrázek ze 14. století: Bratři Čech a Lech.

### Kosmova kronika
V latinsky psané Kosmově Kronice Čechů se vypráví o příchodu bezejmenného lidu do dnešních Čech, kde
| „ | (…) tuším kolem hory Řípu mezi dvěma řekami, Ohří a Vltavou, prvá zařídil svá sídla, prvá založil obydlí a radostně na zemi postavil bůžky (penates), jež sebou na ramenou přinesl. Tehdy stařešina (senior), jehož ostatní jako pána provázeli, mezi jinými takto promluvil k své družině: ‚Druhové, kteří jste nejednou snášeli se mnou těžké trudy cesty po neschůdných lesích, zastavte se a obětujte svým bůžkům, jejichž zázračnou pomocí jste konečně přišli do této vlasti, kdysi osudem vám předurčené.' | “ |

Následuje Čechova oslavná řeč o zemi, do které dorazili a otázka, jak by měla být pojmenována. Jeho lid mu odpověděl takto:
| „ | Poněvadž ty otče, se jmenuješ Čech (Boemus), kde najdeme lepší a vhodnější jméno, než aby i země slula Čechy (Boemia)? | “ |

Následně byl Čech dojat a pronesl další řeč k nové zemi.

### Dalimilova kronika
V česky psané veršované Kronice tak řečeného Dalimila z počátku 14. století se poprvé objevuje motiv Charvátské země, vraždy, výstup na Říp a titul lech:
| „ | Leží země v srbském kraji, Charváty ji nazývají a v ní kdysi vládl lech, který nosil jméno Čech. Neboť dopustil se vraždy, zbaven domova byl navždy. | “ |

### Kronika Přibíka Pulkavy z Radenína
V Kronice české Přibíka Pulkavy z Radenína z druhé poloviny 14. století příběh vychází z Dalimilovy kroniky, ale Čech je líčen jako obyčejný člověk, nikoliv jako stařešina či lech. Objevuje se zde však postava jeho bratra Lecha, který osídlil Polsko.

### Hájkova kronika
Kronika česká Václava Hájka z Libočan z první poloviny 16. století vychází z předchozích zpracování látky, ale zároveň přináší řadu nových motivů, zpravidla považovaných za autorovu literární invenci. Přesto právě toto dílo svojí velkou čteností zajistilo popularizaci příběhu o Čechovi a stalo se kanonickým až do dob Jiráskova zpracování. Příchod Čecha do nové vlasti je Hájkem datován do roku 644 a v charvátské zemi je mu přisouzen hrad Psáry, zatímco jeho bratru Lechovi Krapina. Taktéž je jmenován Čechův syn Kleň, zakladatel Klenče.
V Hájkově kronice je Čechovi přisouzen hrob v obci Ctiněves na úpatí Řípu kde měl roku 661 skonat a být pochován. O tomto hrobu existuje řada pověstí.

## Literární zpracování

### Legenda o praotci Čechu
Čech se také objevuje v díle Legenda o praotci Čechu Sofie Podlipské z roku 1888. Je zde představen jako charvátský válečník bojující proti Hunům a Markomanům. Navštěvuje také budoucí Čechy kde se objevuje řada keltských motivů jako korkonti „krkonošští obři“ a druidi, s kterými se přátelsky stýká. Také je zmíněn hrad Zvíkov, údajně vystavěný Římany bojujícími proti Markomanům.

### Staré pověsti české
Ve Starých pověstech českých Aloise Jiráska je příběh o Čechovi již silně rozvinut a obsahuje řadu pozdních motivů. Zde následuje počátek vypravování z této knihy:
| „ | Za Tatrami, v rovinách při řece Visle rozkládala se od nepaměti charvátská země, část prvotní veliké vlasti slovanské. V té charvátské zemi bytovala četná plemena, příbuzná jazykem, mravy, způsobem života. I stalo se, že se strhly mezi nimi vády a krvavé boje o meze a dědiny. Vstal rod na rod, příbuzní bojovali proti příbuzným a hubili se navzájem. V ten čas dva bratři mocného rodu, oba vojvodové, Čech a Lech, spolu se o to snesli, že opustí rodnou zemi bojem neblahou. Řekli si: ‚Vyhledejme sobě nových sídel, kdež by náš rod žil s pokojem a díla si hleděl.‘ | “ |

### Ostatní
V knize Český pravěk v pověstech (1919) od Vratislava Václava Tomka lze nalézt pověst o dceři Čecha, která se zamilovala do muže, kterého její otec nesnášel. Proto se svým milým utekla na jih země, kde je po letech Čech potkal a usmířil se s nimi. Manželé se však odmítli odstěhovat zpět domů, protože si na tom místě, pozdějším Zvíkově, „již zvykli“ (lidová etymologie).
| „ | Nejstarší Čechova dcera se bez vědomí otce zasnoubila. To jej velmi rozzlobilo, musela proto i se svým manželem utéct. Útočiště našli v jihočeských lesích. Otec Čech jako vášnivý lovec vydal se jednou do těchto člověkem nenarušených lesů. Narazil na dvě děti a vydal se za nimi. U prosté dřevěné chatrče poznal v jejich matce svou dávno ztracenou dceru. Už zapomněl na rozčilení a vše své dceři odpustil. Ta jej spolu s manželem prosila, aby na místě mohli zůstat, neboť si na místo již zvykli. Odtud jméno Zvykov. Podle jiné verze byl již v prehistorických dobách na tomto místě hrad. Od zvuku – šumotu a hukotu, který vzniká soutokem Otavy do Vltavy byly nazvány okolní příkopy a valy a později i hrad samotný. | “ |
| — | |   |

## Výklad
Většina historiků považovala příběh o Čechovi za ohlas, přinejmenším vzdálený, „pravé lidové“ pověsti, a hledala v ní určitý historický základ. Za autentické byly považovány již Pavlem Josefem Šafaříkem a Františkem Palackým, ale také badateli pozdějšími, motivy které se objevily až v Dalimilově kronice, například příchod Čechů z Charvátska (Charvátská země).
Autenticitu Kosmova vyprávění, a jeho následovníků, odmítl v duchu pozitivismu Lubor Niederle a považoval jej za literární fikci, přinejlepším inspirovaný nějakou místní pověstí o Řípu. V Kosmově líčení příchodu do Čech je nalézána řada shod s Vergiliovou Aeneidou, a biblický příběh o příchodu Izraelitů vedených Mojžíšem do Kanaánu, Dalimilův motiv odchodu z domova z důvodu spáchané vraždy zase připomíná Mojžíšův odchod z Egypta. Někteří amatérští badatelé spojují postavu Čech s dřívějším keltským osídlením a považují tak za jeho předobraz například Segovese.

### Charvátsko
V Dalimilově kronice je uváděna jako vlast Čecha a jeho lidu Charvátsko. V důsledku všeobecně přijímaného názoru o příchodu Čechů z východu nebyla tato země ztotožněna s jihoslovanským Chorvatskem, ale Bílým Charvátskem zmiňovaným Konstatinem Porfyrogenetem. Umístění české pravlasti na Balkán by tak bylo omylem.
Lubor Niederle v souvislosti s Dalimilovým přisouzením balkánské pravlasti Čechům upozornil na učenou teorii v ruské Pověsti dávných let o ilyrském či panonském původu Slovanů. Podle tohoto konceptu by po zmatení jazyků museli předci Čechů putovat z Šineáru do Čech přes Balkán. Problémem této hypotézy je však že na základě této geografické logiky, která ostatně nebyla středověkému myšlení vlastní, by musely hledat své předky na Balkáně všechny evropské národy, snad s výjimkou Rusů, u nichž měla právě tato teorie vzniknout.